# قضية الاغتصاب الجماعي ببيربهوم 2014
قضية الاغتصاب الجماعي بيربهوم 2014 انطوت على الاغتصاب الجماعي الذي حدث في 21 يناير 2014 في منطقة بيربهوم في ولاية البنغال الغربية. عندما تعرضت فتاة قبلية عمرها 20 عاماً في قرية سوبولبور للاغتصاب الجماعي من قبل مجموعة من الناس كعقوبة أمرت بها ساليشي سابها ، وهي محكمة كنغر في إحدى القرى ، بسبب علاقتها بفتى من مجتمع مختلف.
وفي 19 سبتمبر 2014، وجدت محكمة محلية جميع الأشخاص الـ 13 المتهمين مذنبين وحكمت عليهم بالسجن لمدة 20 سنة ، وهو الحد الأدنى للعقوبة بموجب المادة 376 (د) من التصنيف الدولي للبراءات.